# 米米CLUB
米米CLUB（Kome Kome Club）是一支日本的樂團，簡稱為米米（日文發音Kome Kome）、K2C。1982年，文化學院的學生石井龍也和小野田安秀、大久保謙作、得能律郎組成，1985年10月出道。
除了樂團演出外，還有舞團SUE CREAM SUE、管樂團BIG HORNS BEE...等其他許多客座團一起參與演出。1997年3月舉行解散演唱會，停止樂團演出，但在2006年4月重新復出。
米米CLUB的音樂風格很特別，他們在流行音樂裡融合了放克、搖滾、歌謠曲、民謠、落語等許多元素，尤其主唱石井的演出風格深受江戸落語影響；此外，演唱會中，團員James小野田的出場設定都別出心裁，成為演唱會的高潮之一。
代表作有《浪漫飛行》、《只要有你在/我愛你》等。

## 外部連結
- 米米CLUB | ソニーミュージックオフィシャルサイト （页面存档备份，存于）
- BIG HORNS BEE （页面存档备份，存于）
- 「T-STONE」TATUYA ISHII OFFICIAL WEBSITE：石井竜也　オフィシャルウェブサイト （页面存档备份，存于）
- 石井竜也&米米CLUB_t-stone的X（前Twitter）